# Riz Ahmed
Rizwan "Riz" Ahmed, född 1 december 1982 i Wembley i London, är en brittisk skådespelare och rappare. Som rappare använder han artistnamnet Riz MC.

## Biografi
Riz Ahmeds föräldrar kom från Pakistan till Storbritannien under 1970-talet. Han är muslim. Han har studerat filosofi, politik och ekonomi vid Oxfords universitet.
År 2016 spelade han rollen som Nasir "Naz" Khan i HBO-serien The Night Of. För rollen tilldelades han en Emmy Award och nominerades bland annat till en Golden Globe Award. Han blev därmed den första av asiatisk härkomst och den första muslimen att vinna Emmy-kategorin Bästa manliga huvudroll i en miniserie eller TV-film. Ahmed har även haft roller i långfilmer som Four Lions (2010), Nightcrawler (2014) Rogue One: A Star Wars Story (2016) och Venom (2018).

## Filmografi i urval
- 2006 – The Road to Guantanamo
- 2010 – Four Lions
- 2010 – Centurion
- 2013 – Den ovillige fundamentalisten
- 2014 – Nightcrawler
- 2016 – Jason Bourne
- 2016–2019 – The OA (TV-serie)
- 2016 – The Night Of (TV-serie)
- 2016 – Rogue One: A Star Wars Story
- 2017 – Girls (TV-serie) (två avsnitt)
- 2018 – Venom
- 2019 – Sound of Metal
- 2023 – Nimona (röst)
- 2024 – Relay